# Siddhi

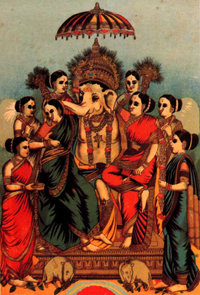
El dios elefante Ganesha con sus esposas, las Asta-Siddhis (las ocho perfecciones).

Siddhi es un término sánscrito que significa ‘perfección’, ‘logro’ o ‘éxito’. Los siddhis son poderes místicos, habilidades y logros materiales, paranormales, sobrenaturales o mágicos, que son producto del avance yóguico a través de sādhanās como la meditación y el yoga. El término ṛddhi (Pali: iddhi, "poderes psíquicos") Iddhi (pali; sánscrito: rddhi), uno de los seis poderes supranormales (abhijñā) alcanzados por la meditación avanzada a través de los cuatro dhyānas, se usa a menudo indistintamente en el budismo. 
Según algunas historias de la mitología de la India, es una de las consortes del dios Ganesha, junto con Buddhi, inteligencia, o Riddhi, prosperidad.

## Etimología
- siddhi, en el sistema AITS (alfabeto internacional para la transliteración del sánscrito).
- सिद्धि, en escritura devanagari del sánscrito.
- Pronunciación: /sídi/ o /sídji/.[3]
- Etimología: proviene del verbo sidh, que en el Rig-veda (mediados del II milenio a. C., el primer texto de la literatura de la India) significaba ‘moverse’, ‘echar’, ‘repeler’, ‘tener éxito’.[3]

- dngos grub en el sistema Wylie de transliteración del idioma tibetano.[4]
- དངོས་གྲུབ; en escritura tibetana del idioma tibetano.

## Aparición de la palabra en distintos textos
En las Leyes de Manu (8.47) significa prosperidad, éxito personal, fortuna, buena suerte, ventaja, y se refiere también a la liquidación de una deuda.
En el Majábharata y el Brijat-samjitá (de Varaja Mijira), el término se menciona como Siddhi, la diosa que personifica el éxito y la perfección espiritual.
En el Kathá-sarit-ságara, Siddhi es un nombre de la diosa Durgá.
En el Kathá-sarit-ságara, Siddhi es el nombre de un amigo de Danu.
En el Majábharata, Siddhi (en este caso, vocablo masculino) se refiere también al dios Shivá.
En el Samkhyakarika, el Tattua-samasa y el Sarva-dársana-sangraja se refiere a las «perfecciones místicas» o poderes mentales.
En varios Puranas se menciona a Siddhi como la hija de Daksa y esposa del dios Dharma.
En el Bhágavata-purana, Siddhi es la esposa de Bhaga (vulva) y madre de Majimán.
En Religious thought and life in India (también llamado Brāhmanism and hindūism), pág. 215 (2), de sir Monier Monier-Williams, Siddhi es el nombre de una de las ocho esposas de Ganesha.
En el Pancha-tantra y el Kathá-sarit-ságara, un siddhi puede ser cualquier habilidad, facultad o capacidad inusual.
En el budismo tántrico se refiere específicamente a la adquisición de poderes sobrenaturales por medios mágicos.

### Según Patanyali
En el Yoga sutra (4.1) de Patanyali dice:

yanma aushadi mantrá tapáj
samadhi-yaj siddhaiáj

Los poderes mentales pueden alcanzarse mediante el nacimiento, la repetición de mantras, el dolor o el samadhi.
Patanshali (siglo III a. C.) en el Yoga-sutra

- janma: nacimiento (buen karma acumulado de vidas anteriores piadosas)
- auṣadhi: drogas, hierbas medicinales
- mantra: oraciones repetitivas
- tapaḥ: ‘calor’, austeridades dolorosas
- samādhi: meditación profunda
- jāḥ: nacen
- siddhayaḥ: las perfecciones, los poderes mentales.

## Enumeración de los siddhis
Lahiri Mahasaya (discípulo del mítico Mahavatar Babaji) consideraba los Siddhis como poderes solo limitados por la voluntad de Dios para usarlos, pues decía que los maestros que adquieren poderes psíquicos o siddhis solo los usan por consentimiento de Dios. Yogananda (quien fue discípulo de Sri Yuktesward, quien a su vez fue discípulo de Lahiri Mahasaya y este lo fue de Mahavatar Babaji) decía que los siddhis son un regalo que se recibe de Dios y se devuelve siempre a Dios. Cualquiera que adquiriese siddhis y los intentara usar egoístamente perdería los poderes adquiridos tras largo esfuerzo y descendería espiritualmente, perdiendo el trabajo de muchos años.

### Ocho siddhis primarios
El hinduismo tiene un concepto de asta-siddhi (ocho perfecciones), que se describen en el siguiente sloka:
animá laghimá praptíh
prakamiam majimá tathá
ishituam cha vashituam cha
tathá kama avasaiitá
- animá: volverse del tamaño de una partícula
- laghima: volverse muy liviano
- prapti: poder alcanzar cualquier lugar
- prakamia: poder cumplir cualquier deseo
- majima: volverse gigante
- tathá: así también
- ishitua: poder dominar a todos
- cha: también
- vashitua: poder subyugar a todos.
- kama-avasaitá: lograr los deseos.

#### Otra enumeración de los ocho siddhis primarios
- animá: volverse del tamaño de una partícula
- majima: volverse gigante
- garima: volverse muy pesado
- laghima: volverse muy liviano
- prapti: poder alcanzar cualquier lugar
- prakamia: poder cumplir cualquier deseo
- istua: poder dominar a todos
- vastua: poder subyugar a todos.[6]

### Cinco siddhis de yoga y meditación
En el Bhágavata-purana (siglo XI d. C.) el dios Krisná describe cinco siddhis que se obtendrían de la meditación yóguica:
- tri-kala-gñatuam: conocer los tres-tiempos (pasado, presente y futuro);
- aduanduam: ‘no dualidad’, tolerancia al calor y al frío;
- para chitta adi abhigñatá: conocer las mentes de los demás;
- agni arka ambu visha adinam pratistambhaj: comprobar la influencia del fuego, sol, agua, veneno y así sucesivamente;
- aparāyaiaj: conquistar cosas por otros;[7]

### Diez siddhis secundarios
En el Bhágavata-purana el dios Krisná describe diez siddhis secundarios:
- anurmi-mattuám: no ser perturbado por el hambre y la sed
- dura-sravana: escuchar desde lejos
- dura-darsanam: ver desde lejos
- mana-yavaj: mover el cuerpo con la mente
- kama-rupam: transformarse en cualquier forma deseada
- para-kaia praveshanam: presentar los cuerpos de otros
- sua-chanda mritiuj: morir cuando se desea
- devanam saja krida anudarsanam: participar en las diversiones sexuales de los dioses (con sus ninfas apsaras).
- iathá sankalpa samsiddhij: cumplimiento perfecto de la determinación
- agñá apratijatá gatíj: boddhi o despertar[7]